# Kurt Bialostotzky
Kurt Bialostotzky, genannt Bial (* 19. August 1896 Obornik; † 28. Dezember 1985 in Detmold-Hiddesen) war ein jüdischer Maler und Verfolgter des NS-Regimes.

## Leben und Werk
Geboren in Posen als Sohn des Kantors Isaak Bialostotzky und seiner Frau Charlotte, zog er über Breslau nach Berlin, wo er ab 1910 eine Lehre als Musterzeichner in der Teppichfabrik Salomon in Berlin-Oberschöneweide absolvierte und anschließend Malerei bei Hugo Händler, Emil Orlik und Markus Este studierte. Im Ersten Weltkrieg wurde er schwer verwundet. Nach dem Ersten Weltkrieg besuchte er die Berliner Kunstgewerbeschule und hatte später ein Atelier am Potsdamer Platz. Es war ein Akademiekollege von Felix Nussbaum und hatte auch Anfang der 30er Jahre Kontakt zum Worpsweder Maler Heinrich Vogeler, damals noch in Berlin.
Der angesehene Kritiker der Voss'schen Zeitung Max Osborn schrieb 1937 über ihn: „Er ist durchaus ein Mann der Farbe, in breiten, hellen Flächen baut Bialostozky seine Bilder auf, mitunter glaubt man einen verjüngten Liebermann-Geist zu spüren.“
1921 heiratete er Edith Arzt. Aus der Ehe gingen zwei Kinder hervor. 1936 wurde die Ehe geschieden.
Bialostotzky war jüdischer Abstammung, überzeugter Antifaschist und Mitglied der kommunistischen Partei. 1938 missglückte die Flucht in die Tschechoslowakei. Er wurde in Wunsiedel inhaftiert.
Im Januar 1939 gelang ihm – unter Zurücklassung von mehr als 300 Werken – über Paris die Auswanderung nach Bolivien. Von 1939 bis 1941 lebte er in La Paz, bis er 1941 aus gesundheitlichen Gründen nach Cochabamba umzog.
In Bolivien wurde schon 1946 in einer Zeitschrift über ihn geurteilt: „Er wurde der wahre künstlerische Gestalter seiner neuen bolivianischen Heimat. Mit allen seinen Werken hat sich Bialostozky in die erste Reihe der Maler des Landes gestellt, eine Tatsache. auf die die gesamte jüdische Einwanderung Boliviens stolz sein darf!“
1964 kehrte Kurt Bialostotzky nach Berlin zurück. 1968 zog er nach Bad Salzuflen, das er bei einer Kur kennengelernt hatte.
1973 übersiedelte er von dort nach Detmold-Hiddesen, wo er im Haus Daheim ein kleines Atelier einrichtete. Er widmete sich vor allem der Landschaftsmalerei.
Seine Tochter Hilde Pearton übereignete nach seinem Tod 1985 mehr als 1000 Gemälde dem Lippischen Landesmuseum, das unter dem Titel Exotische Farbwelten vom 20. September 2013 bis zum 28. Februar 2014 eine beeindruckende Ausstellung insbesondere seiner bolivianischen Werke präsentierte und damit an die Ausstellung von 1984 im Lippischen Landesmuseum Detmold anknüpfte.
Die überwiegende Zahl seiner im Nachkriegsdeutschland geschaffenen Werke sind zwischen 1968 und 1985 in Lippe entstanden. Er malte unentwegt, zumeist in der freien Natur.
Kurt Bial – wie er sich wegen seines komplizierten Namens nun zumeist nannte – äußerte sich: „Die lippische Landschaft mit ihrer Bergwelt har für mich große Reize, wobei ich versuche, ihr warme Farben zu geben. Noch immer wirken die warmen Töne der südlichen und mittelamerikanischen Landschaft in mir stark. Ich kann mich von ihnen schwer lösen. Ich will es auch nicht, haben sie mir doch über die schwerste Zeit meines Lebens hinweg geholfen und mir Kraft gegeben, überhaupt als Mensch weiter zu leben und als Künstler weiter zu arbeiten.“ Viele Reisen u. a. nach Südafrika, zu den Kanarischen Inseln und anderen Plätzen des europäischen Kontinents spiegeln sich ebenso in vielen Gemälden ausdrucksstark wieder.
Zahlreiche seiner Werke befinden sich im Jüdischen Museum in Berlin und dem Centrum Judaicum – Stiftung Neue Synagoge Berlin sowie vielfach in Privatbesitz.

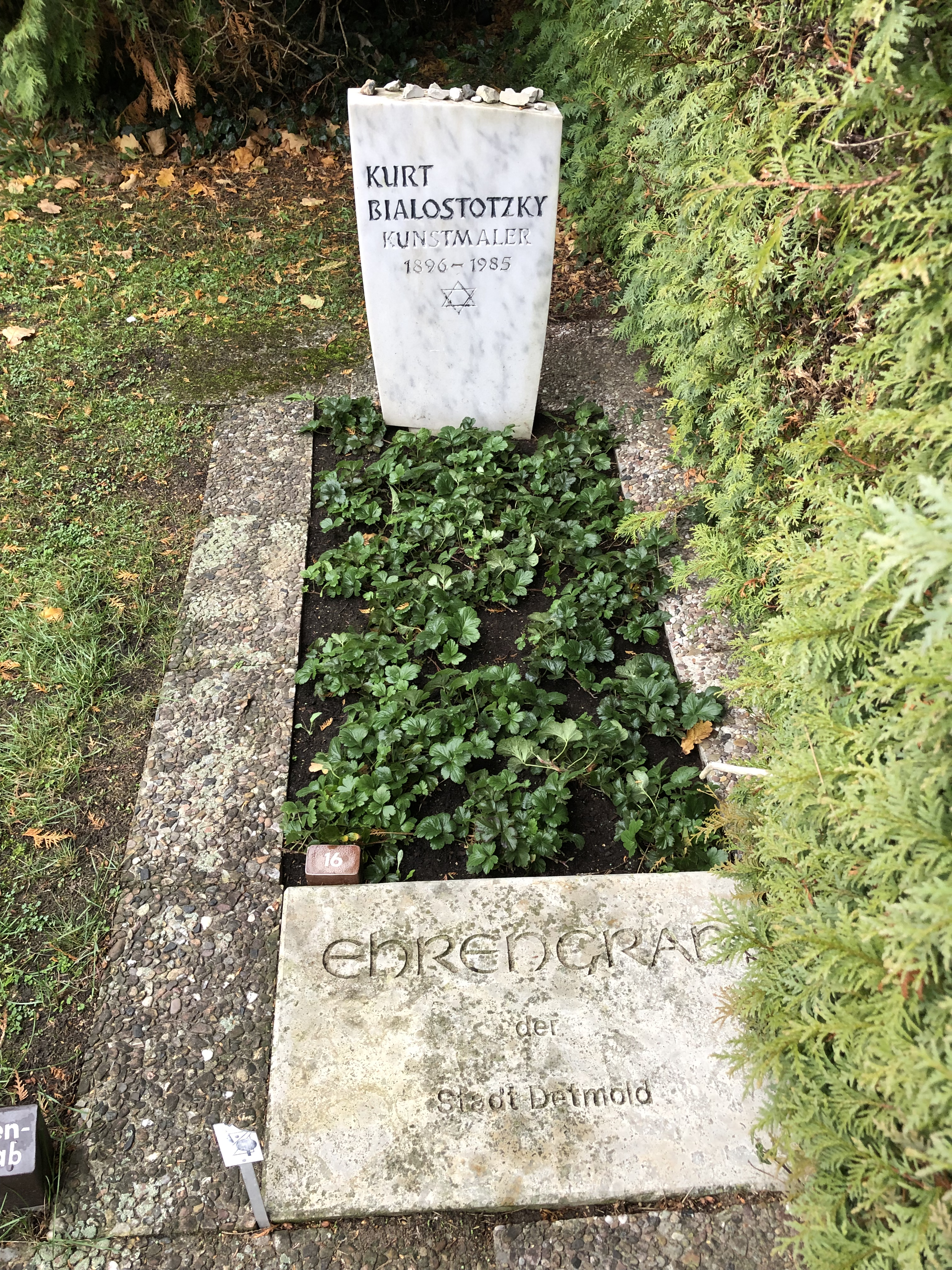
Grab von Kurt Bialostotzky auf dem Hiddeser Friedhof in Detmold. Ehrengrab der Stadt Detmold

Auf dem Hiddeser Friedhof besteht ein Ehrengrab der Stadt Detmold für Bialostozky.

## Ausstellungen
- Berlin in 30er Jahren – u. a. in seiner Galerie am Potsdamer Platz
- London Dez.1952 (Ben Uri Art Society)
- La Paz, Bolivien 1939, 1948, 1953
- Lemgo 1969 – Hexenbürgermeisterhaus
- Düsseldorf 1968
- Detmold-Hiddesen 1982 Haus des Gastes
- Detmold 1984 Lippisches Landesmuseum
- Berlin 2003 Jüdisches Museum – Kabinett-Ausstellung
- Lemgo März/April 2010 innerhalb Landschaft ist alles
- Detmold 2013/14 Lippisches Landesmuseum Exotische Farbwelten